# Jagdgeschwader 2
2-га винищувальна ескадра «Ріхтгофен» (нім. Jagdgeschwader 2 (JG 2) "Richthofen") або винищувальна ескадра «Фрейхерр фон Ріхтгофен» № 2 (нім. Jagdgeschwader "Freiherr von Richthofen Nr. 2") — винищувальна ескадра Люфтваффе за часів Другої світової війни. Отримала свою назву на честь найславетнішого пілота Першої світової війни Манфреда фон Ріхтгофена.

## Історія
2-га винищувальна ескадра веде свою історію від розгортання 1 травня 1939 року в Деберіці окремої авіаційної ескадри з ім'ям фон Ріхтгофена на основі підрозділів 131-ї винищувальної ескадри, де одним з перших командирів був майор Роберт Ріттер фон Грейм. З початком Другої світової війни винищувальна ескадра дислокувалася на аеродромах Берліну і виконувала завдання із захисту повітряного простору Третього Рейху.

## Райони бойових дій та дислокації 2-ї ескадри
- Німеччина (травень — вересень 1939)
- Польща (вересень 1939)
- Німеччина (вересень 1939 — травень 1940)
- Бельгія, Франція (травень 1940 — вересень 1944)
- Велика Британія, Франція, Італія, Північна Африка (липень — жовтень 1940)
- Німеччина, Франція (вересень 1944 — травень 1945)

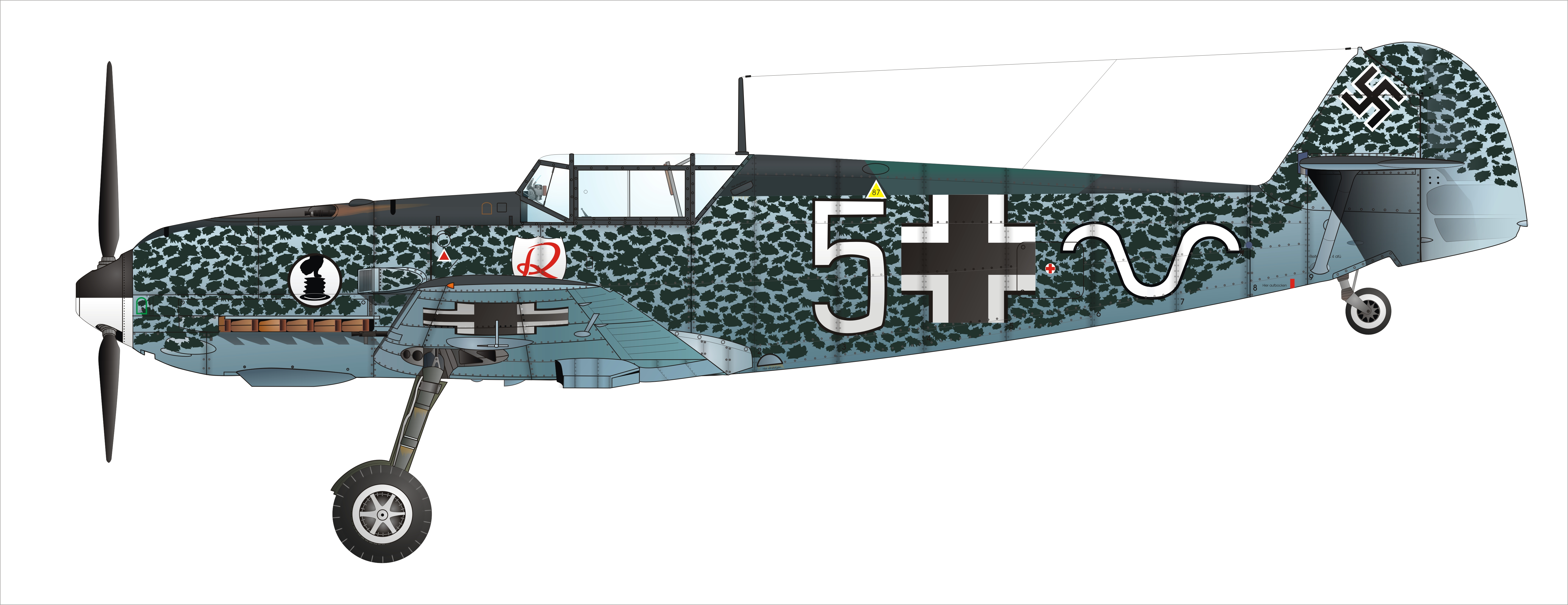
Bf 109E-3, III./JG 2, Франція, 1940

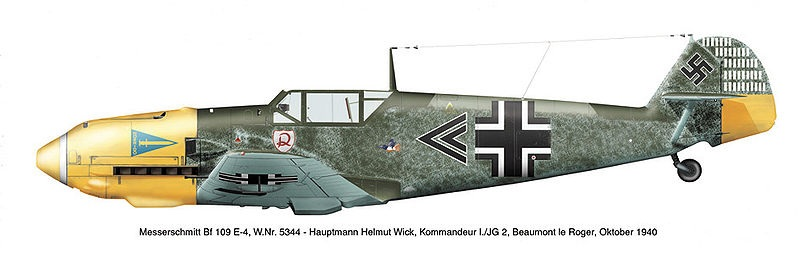
Bf 109E-4, Werksnr. 5344, I./JG 2, Гельмут Вік, Франція, 1940

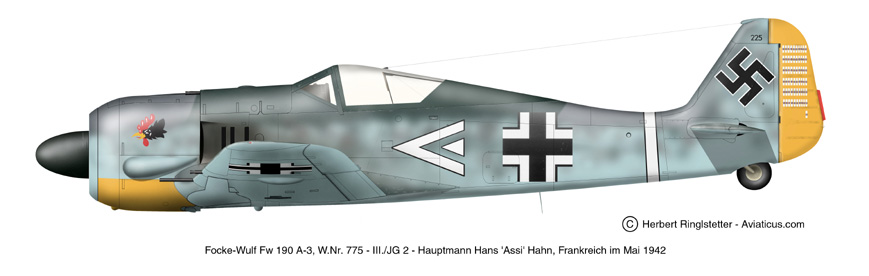
Fw190 A-3, III./JG 2, Ганс Ган, Франція, 1942

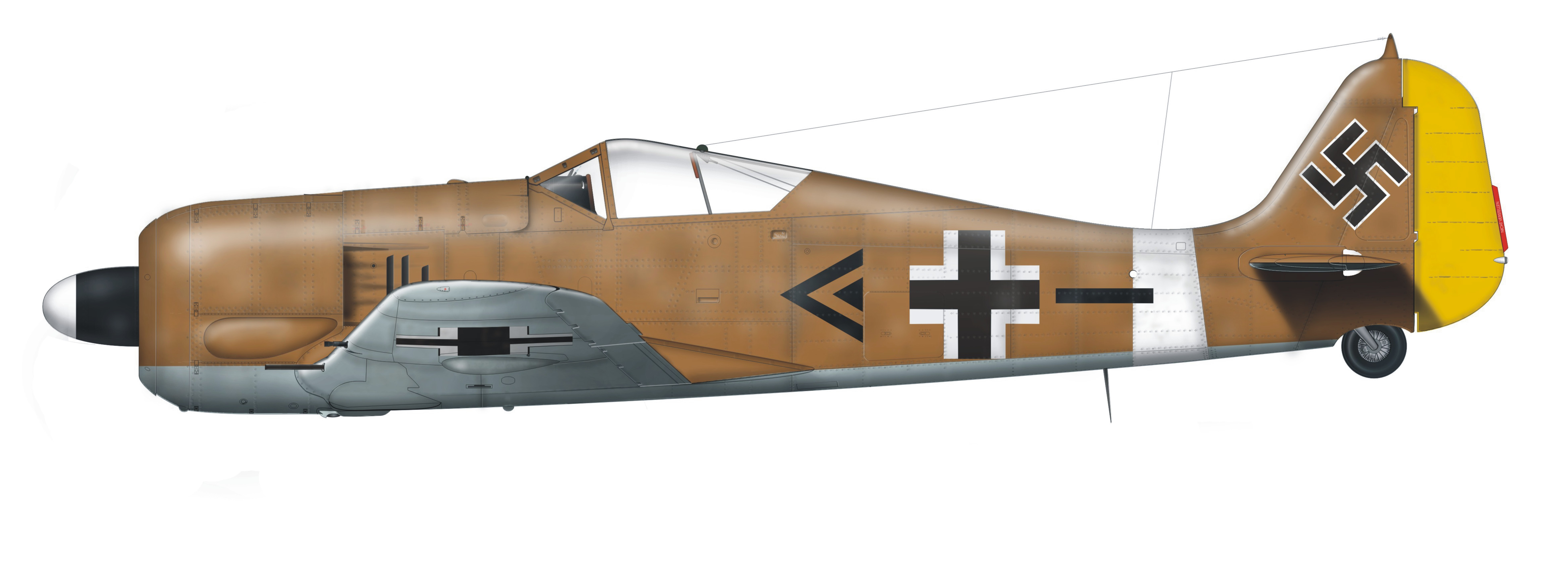
Fw190 A-4 зі складу II./JG 2, Адольфа Дікфельда, Туніс, 1943

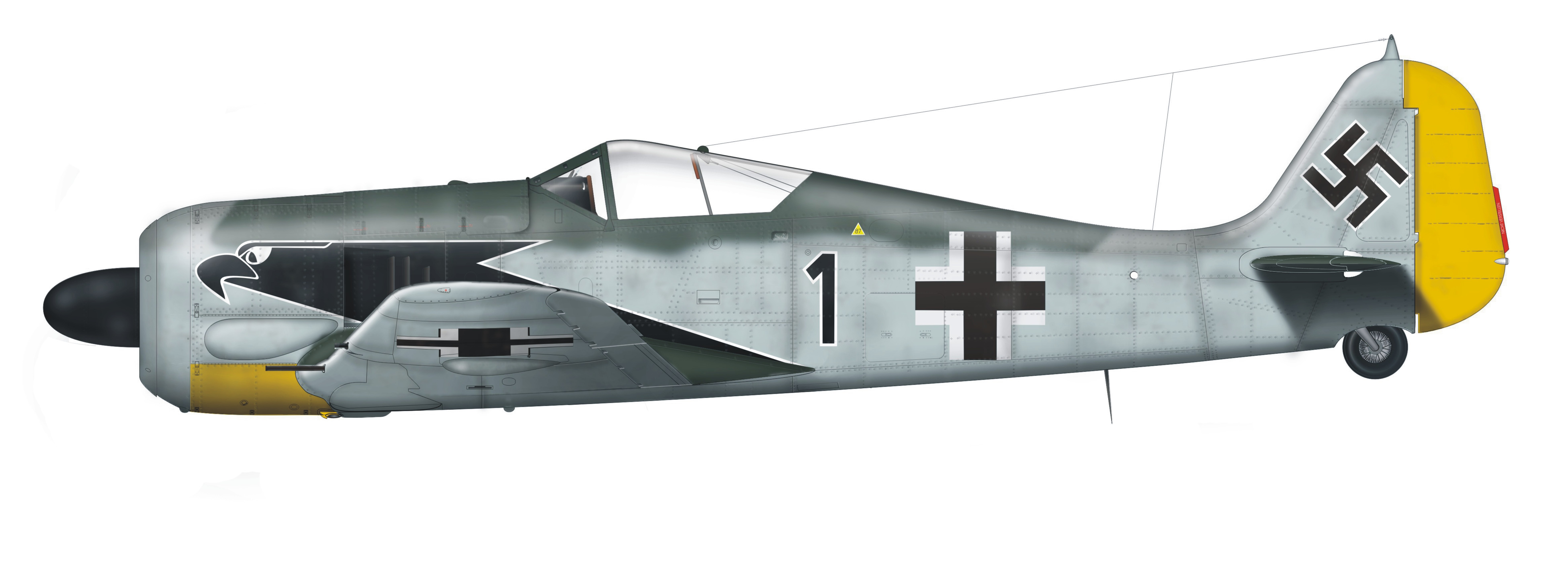
Fw190 A-4, I./JG 2, Олт Ганнінг, весна 1943

## Основні райони базування штабу 2-ї винищувальної ескадри[1]
| Час                                   | Місто              | Основний літак |
| ------------------------------------- | ------------------ | -------------- |
| 1 травня — 25 серпня 1939             | Деберіц            | Bf 109E        |
| 25 серпня — 2 вересня 1939            | Фюрстенвальде      | Bf 109E        |
| 2 вересня — 2 листопада 1939          | Деберіц            | Bf 109E        |
| 2 листопада 1939 — 10 травня 1940     | Франкфурт-Ребсток  | Bf 109E        |
| 10 — 14 травня 1940                   | Венгерог           | Bf 109E        |
| 14 — 17 травня 1940                   | Бастонь            | Bf 109E        |
| 18 травня — 2 червня 1940             | Сіньї-ле-Петі      | Bf 109E        |
| 2 — 12 червня 1940                    | Куврон-ет-Оманкур  | Bf 109E        |
| 12 — 16 червня 1940                   | Ульші-ле-Шато      | Bf 109E        |
| 16 — 22 червня 1940                   | Мариньї            | Bf 109E        |
| 22 — 27 червня 1940                   | Евре               | Bf 109E        |
| 27 червня — 28 серпня 1940            | Бомон-ле-Роже      | Bf 109E        |
| 28 серпня — 25 вересня 1940           | Мардик             | Bf 109E        |
| 25 вересня 1940 — 29 червня 1941      | Бомон-ле-Роже      | Bf 109E/F      |
| 29 червня — 21 грудня 1941            | Сен-Поль-Брія      | Bf 109F        |
| 21 грудня 1941 — 8 лютого 1942        | Брест-Гіпава       | Bf 109F        |
| 8 — 11 лютого 1942                    | Кан                | Bf 109F        |
| 11 — 14 лютого 1942                   | Кале-Марк          | Bf 109F        |
| 14 лютого — 11 квітня 1942            | Брест-Гіпава       | Bf 109F        |
| 11 квітня — 9 листопада 1942          | Бомон-ле-Роже      | Bf 109F/Fw190A |
| 9 — 22 листопада 1942                 | Марсель-Мариньян   | Fw190A         |
| 22 листопада 1942 — 27 листопада 1943 | Бомон-ле-Роже      | Fw190A         |
| 27 листопада 1943 — 15 травня 1944    | Кормей-ан-Вексен   | Fw190A         |
| 15 травня — серпень 1944              | Крей               | Fw190A         |
| серпень — 4 вересня 1944              | Сінт-Трейден       | Fw190A         |
| 4 — 14 вересня 1944                   | Мерцгаузен         | Fw190A         |
| 14 — 25 вересня 1944                  | Вісбаден-Ербенгайм | Fw190A         |
| 25 вересня 1944 — березень 1945       | Нідда              | Fw190A         |

## Командування

### Командири
- оберст Герд фон Массов (1 травня 1939 — 31 березня 1940);
- оберстлейтенант Гаррі фон Бюлов-Боткамп (1 квітня — 3 вересня 1940);
- майор Вольфганг Шелльманн (3 вересня — 19 жовтня 1940);
- майор Гельмут Вік (20 жовтня — 28 листопада 1940);
- гауптман Карл-Гайнц Грайсерт (28 листопада 1940 — 16 лютого 1941), ТВО;
- майор Вільгельм Бальтазар (16 лютого — 3 липня 1941)[2];
- оберст-лейтенант Вальтер Езау (липень 1941 — 1 липня 1943);
- майор Егон Маєр (1 липня 1943 — 2 березня 1944);
- майор Курт Уббен (2 березня — 27 квітня 1944);
- оберст-лейтенант Курт Бюліген 28 квітня 1944 — 8 травня 1945).

## Бойовий склад 2-ї винищувальної ескадри
- штаб (Stab/JG2)[3]
- I-ша група (I./JG2)[3]
- II-га група (II./JG2)[4]
- III-тя група (III./JG2)[5]
- IV-та група (IV.(N)/JG2)[6]
- навчально-бойова ескадрилья (Ergänzungsgruppe або Erg.Gr.JG2)[7]
- 10-та окрема ескадрилья (10.(Jabo)/JG2)[8]
- 11-та окрема ескадрилья (11.(Höh.)/JG2)[9]
- 12-та окрема ескадрилья (12./JG2)/JG2)[10]